# マツダ・DISI
マツダ・DISI（マツダ・ディジー）はマツダが開発、および製造していた直列4気筒ガソリンエンジンである。
アテンザに搭載されて以降、多くのマツダ車に搭載されているMZRエンジンをベースとしたガソリン直噴エンジンであり、自然吸気のDISIとターボチャージャーを装着したDISI TURBOが存在する。

## 概要
直噴化によるガソリン冷却効果により、自然吸気エンジンと変わらない高圧縮比を実現した。ターボの効かない低回転でも燃費の改善ができ、ターボのブースト圧も高める事が可能。
なおL3-VDTは当時の過給器付きエンジンとしては珍しく低粘度オイル（0W-20または5W-20）も推奨エンジンオイルとなっていた（CX-7搭載エンジンは5W-20までで0W-20は推奨オイルに含まれない）。

## 歴史
DISI TURBOは2005年6月23日にマツダスピードアテンザに初搭載された。その後、2006年2月2日にMPVのフルモデルチェンジと同時に搭載された（2010年のマイナーチェンジで設定消滅）。同年6月22日にマツダスピードアクセラ（2009年発売の2代目モデルにも設定）や、12月19日にCX-7にも搭載された。
DISIは2007年1月30日にプレマシーのマイナーチェンジ時に設定され（2010年発売の2代目モデルにも設定）、2代目アテンザには2010年のマイナーチェンジ時に搭載されている。2009年発売の2代目アクセラへの搭載に際してはアイドリングストップ機構「i-stop」を搭載。このエンジンはビアンテやプレマシーにも設定されていた。本エンジンは現在製造を終了しており、事実上の後継エンジンはマツダ・SKYACTIV-Gである。

## バリエーション

### L3-VDT

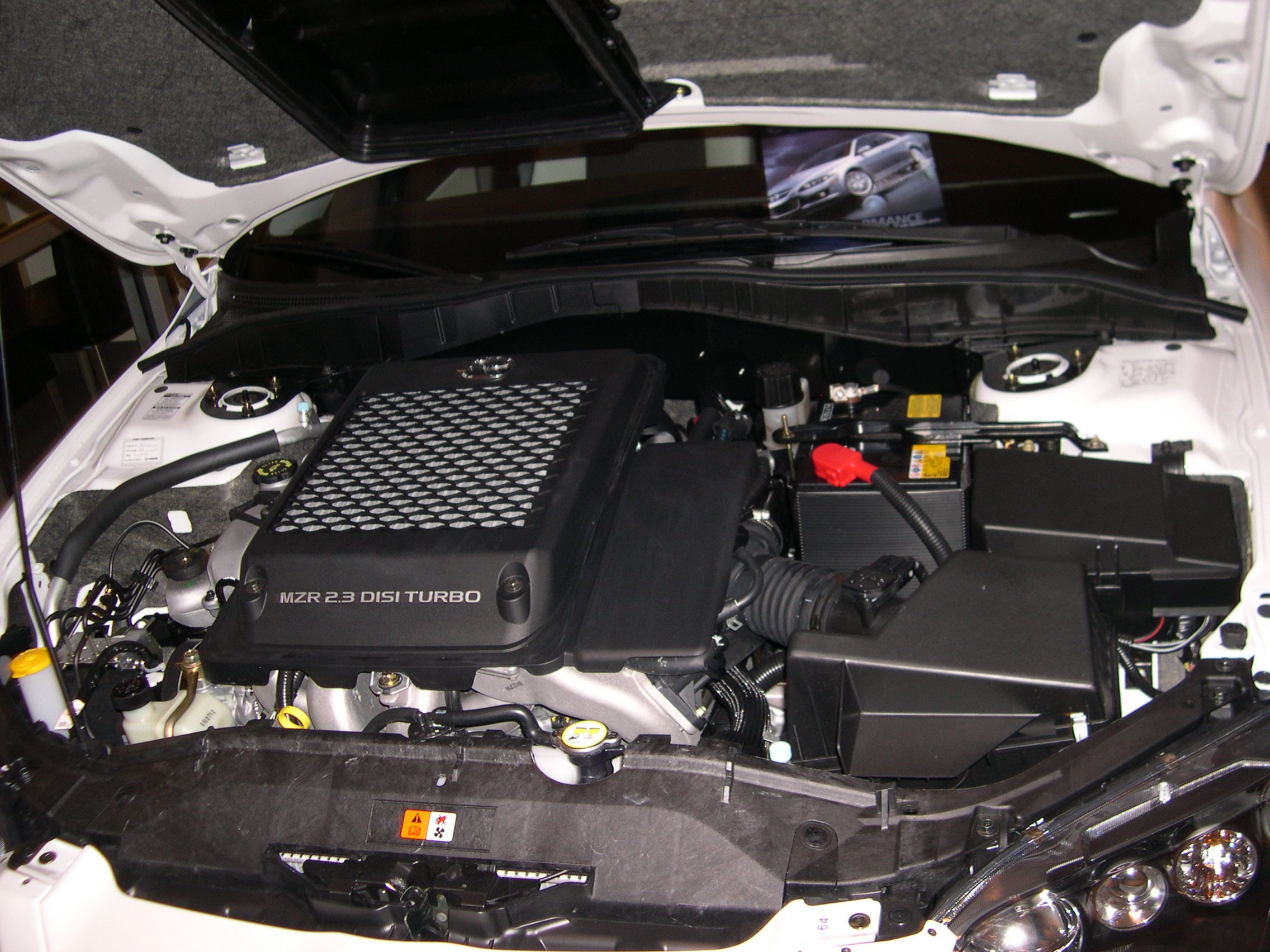
L3-VDT

名称は「MZR 2.3L DISI TURBO」である。
- タイプ : 2,260 cc 直列4気筒 DOHC 16バルブ 可変バルブタイミング 直噴
- ボアxストローク : 87.5（mm）x 94.0（mm）
- 圧縮比：9.5
- 過給器 : ターボチャージャー
- 最高出力、最大トルク
  - 238PS（175kW）/5,000rpm、35.7kgf·m（350Nm）/2,500rpm（CX-7）
  - 245PS（180kW）/5,000rpm、35.7kgf·m（350Nm）/2,500rpm（MPV）
  - 264PS（194kW）/5,500rpm、38.7kgf·m（380Nm）/3,000rpm（マツダスピードアクセラ）
  - 272PS（200kW）/5,500rpm、38.7kgf·m（380Nm）/3,000rpm（マツダスピードアテンザ）

#### 搭載車種
- CX-7
- MPV
- マツダスピードアテンザ
- マツダスピードアクセラ

### LF-VD

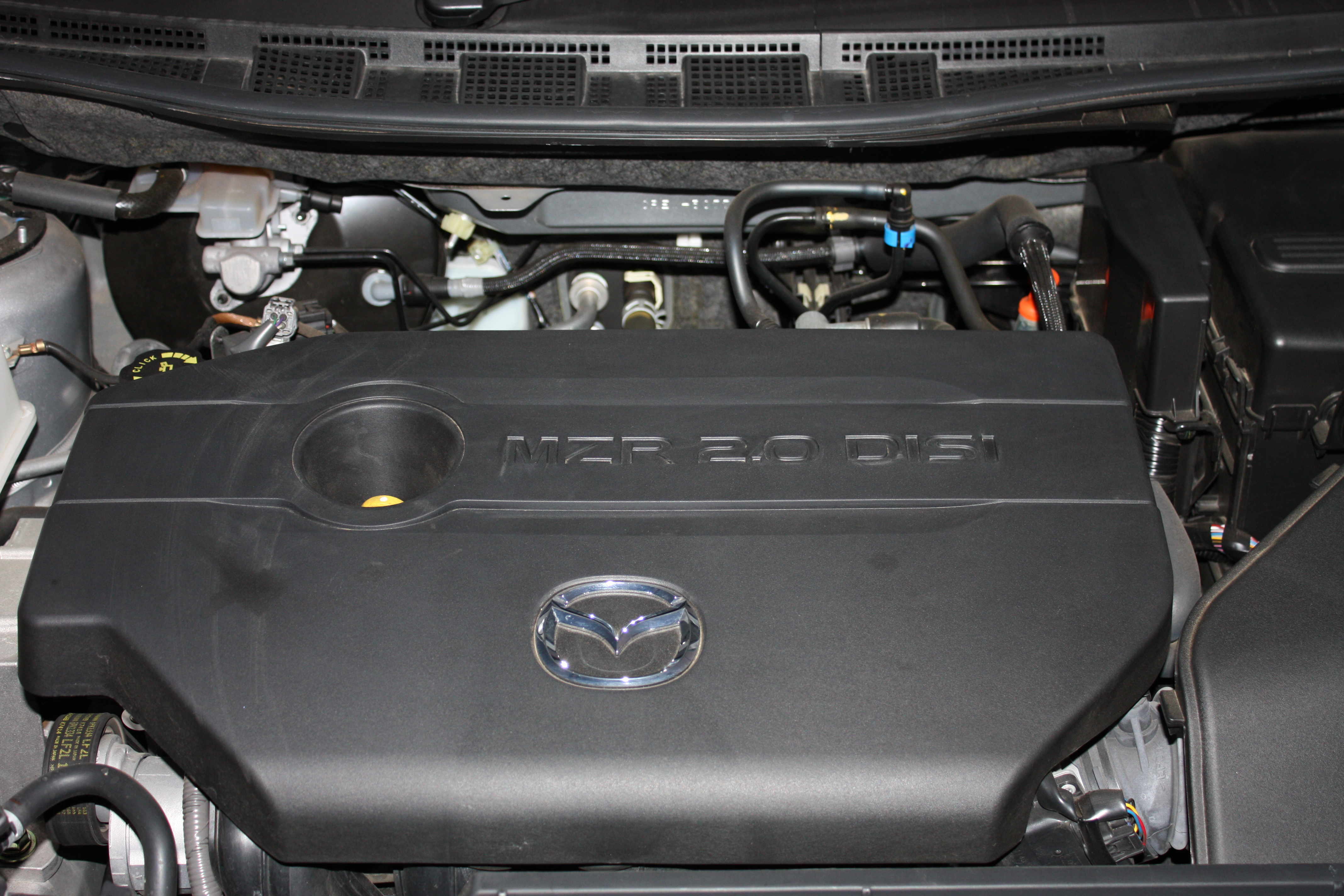
LF-VD

名称は「MZR 2.0L DISI」である。なおプレマシーのOEM供給車である日産・ラフェスタ ハイウェイスターにおいては単に「2.0L 直噴エンジン」と称されていた。
- タイプ : 1,998 cc 直列4気筒 DOHC 16バルブ 可変バルブタイミング 直噴
- ボアxストローク : 87.5（mm）x83.1（mm）
- 圧縮比：11.2
- 最高出力、最大トルク
  - 151PS（111kW）/6,200rpm、19.7kgf·m（193Nm）/4,000rpm（プレマシー）

#### 搭載車種
- アクセラ
- プレマシー
- ビアンテ
- アテンザ
- 日産・ラフェスタ ハイウェイスター